# Sporetus
Sporetus är ett släkte av skalbaggar som ingår i familjen långhorningar.

## Arter
- Sporetus abstrusus
- Sporetus bellus
- Sporetus colobotheides
- Sporetus decipiens
- Sporetus distinctus
- Sporetus fasciatus
- Sporetus guttulus
- Sporetus inexpectatus
- Sporetus porcinus
- Sporetus probatioides
- Sporetus seminalis
- Sporetus variolosus
- Sporetus venustus